# Erythromma najas
Erythromma najas là loài chuồn chuồn trong họ Coenagrionidae. Loài này được Hansemann mô tả khoa học đầu tiên năm 1823.

## Hình ảnh

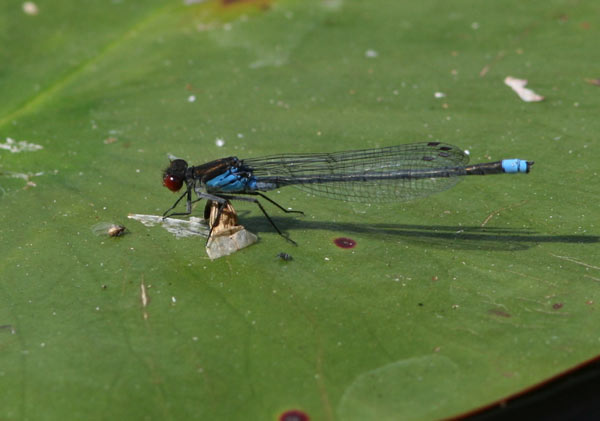
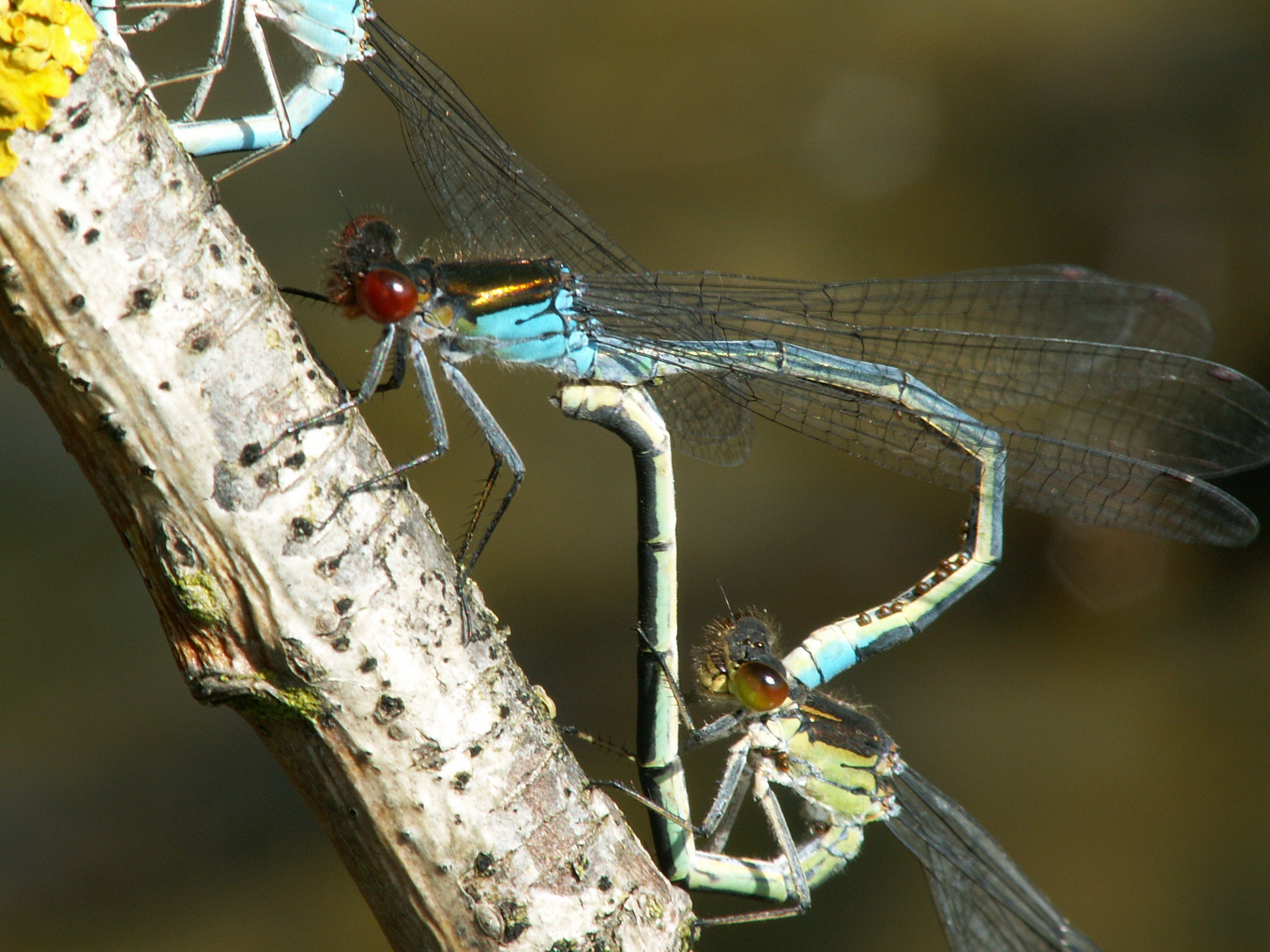
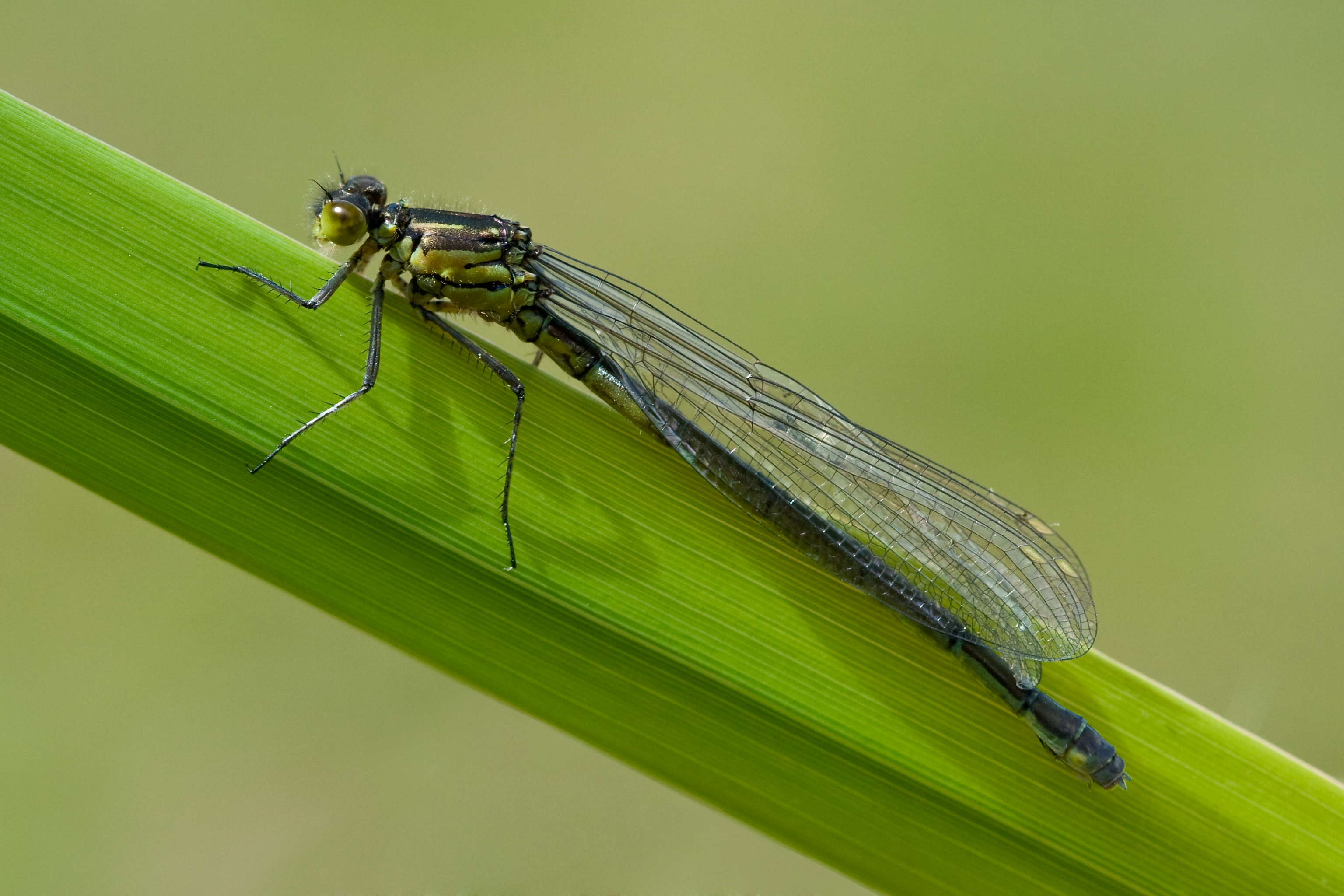
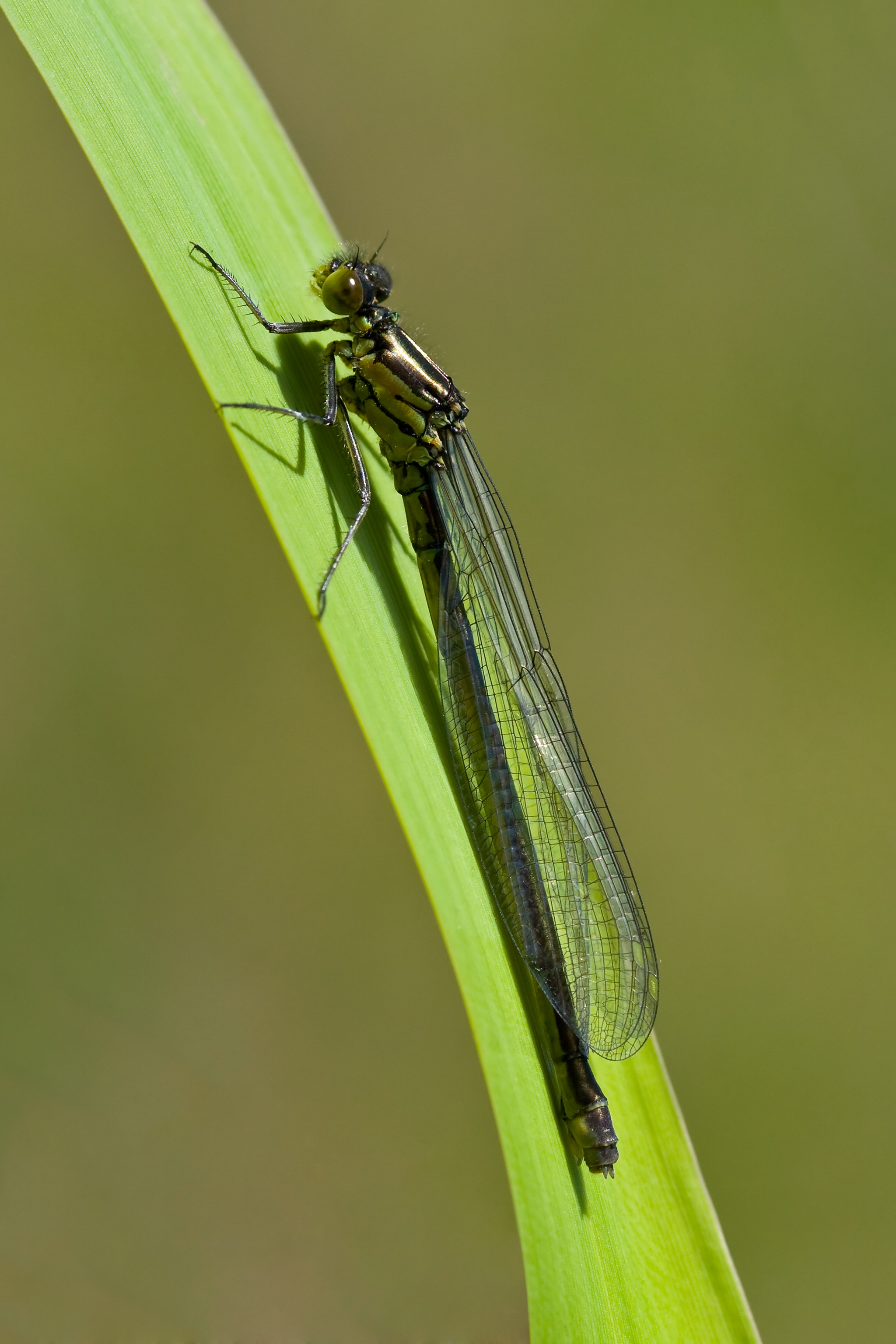